# ناخیجوانیک
ناخیجوانیک (ارمنی: Նախիջևանիկ) یک منطقهٔ مسکونی در جمهوری آرتساخ است که در استان آسکران واقع شده‌است. ناخیجوانیک ۲۱۱ نفر جمعیت دارد و ۷۷۵ متر بالاتر از سطح دریا واقع شده‌است.